# ترزا پترژیلکووا
ترزا پترژیلکووا (چکی: Tereza Petržilková؛ زادهٔ ۱۰ سپتامبر ۱۹۹۳) دونده سرعت زن اهل جمهوری چک است.